# Mark Taylor (ishockeyspelare)
Mark C. Taylor, född 26 januari 1958 i Vancouver, British Columbia, är en kanadensisk före detta professionell ishockeyspelare. Hans farfar Frederick "Cyclone" Taylor valdes 1947 in i Hockey Hall of Fame.
Taylor studerade vid University of North Dakota och började spela universitetshockey säsongen 1976–77. Han blev kvar i laget till säsongen 1979–80. I NHL spelade han för Philadelphia Flyers, Pittsburgh Penguins och Washington Capitals.

## Klubbar
- North Dakota Fighting Sioux 1976–77 – 1979–80
- Maine Mariners 1980–81 – 1981–82
- Philadelphia Flyers 1981–82 – 1983–84
- Pittsburgh Penguins 1983–84 – 1984–85
- Washington Capitals 1984–85 – 1985–86
- Binghamton Whalers 1985–86 – 1986–87
- EHC Uzwil 1987–88 – 1988–89
- HC Bolzano 1991–92
- SC Rapperswil-Jona 1992–93